# Тугово
Тугово (на сръбски: Тугово) е село в Босна и Херцеговина, разположено в община Власеница, в ентитета на Република Сръбска. Намира се на 671 метра надморска височина. Населението му според преброяването през 2013 г. е 120 души, от тях: 118 (98,33 %) сърби, 1 (0,83 %) бошняк и 1 (0,83 %) от друга етническа група.

## Население
Численост на населението според преброяванията през годините:
- 1961 – 128 души
- 1971 – 78 души
- 1981 – 103 души
- 1991 – 98 души
- 2013 – 120 души